# Formula König
La Formula König è stata una formula di competizioni monoposto a ruote scoperte disputatasi in Germania, sponsorizzata dall'azienda tedesca König Komfort- und Rennsitze GmbH e che si è corsa tra 1988 e il 2004.
Il suo campione più famoso è stato il sette volte di campione del mondo di Formula Uno, Michael Schumacher.